# يوليوس ستاهيل
يوليوس ستاهيل (بالإنجليزية: Julius Stahel)‏ (بالمجرية: Számvald Gyula)‏ هو ضابط أمريكي ومجري، ولد في 5 نوفمبر 1827 في سيجد في المجر، وتوفي في 4 ديسمبر 1912 في نيويورك في الولايات المتحدة.